# Hilton Hawaiian Village

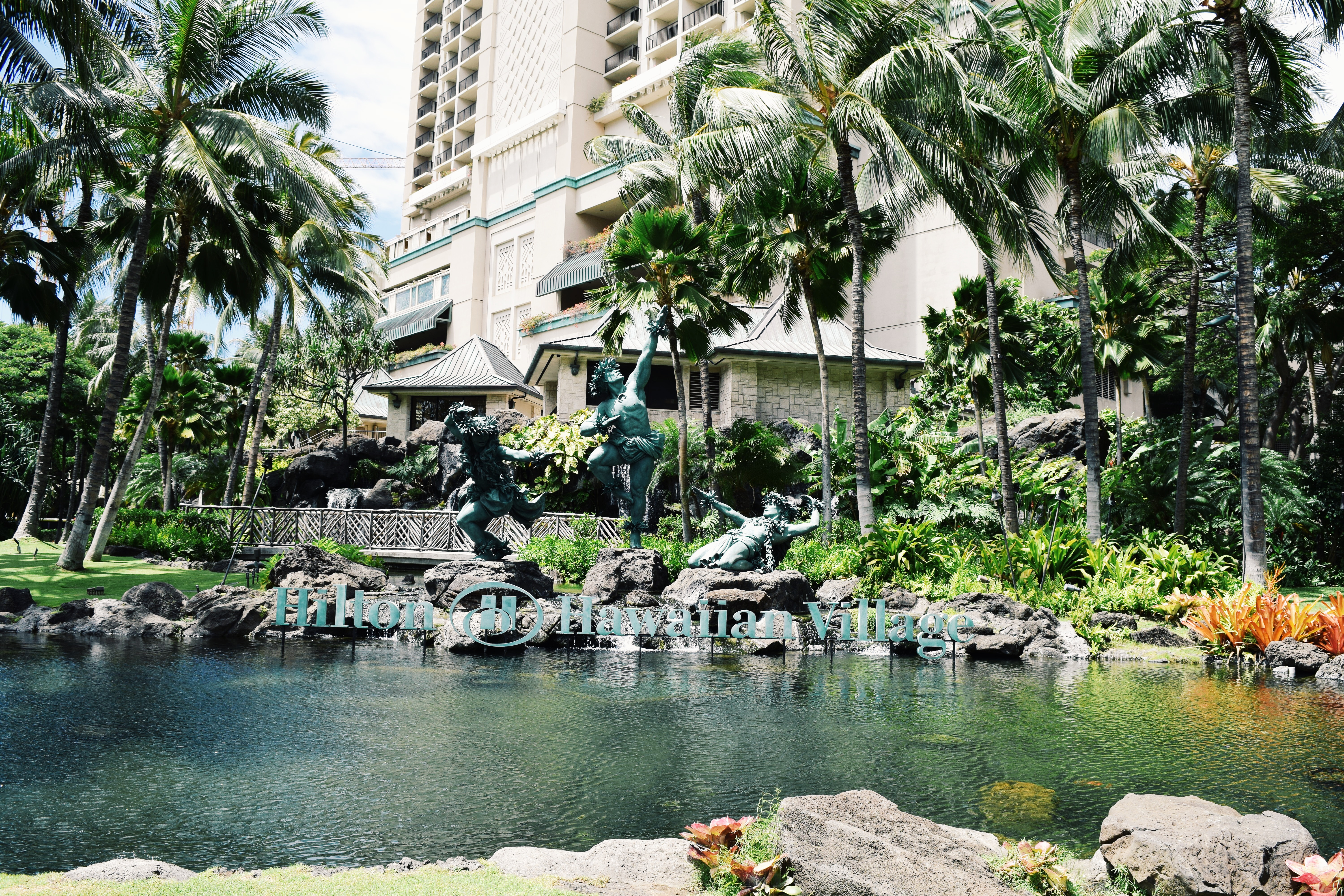
Muestra de la aldea hawaiana de Hilton.

El Hilton Hawaiian Village Waikiki Beach Resort es un complejo hotelero en la playa de Waikiki en Honolulu, Hawái. El complejo abrió por primera vez en 1955, y desde entonces ha crecido hasta convertirse en el más grande de la cadena de hoteles Hilton y uno de los hoteles más grandes del mundo.

## Historia
Ubicada en la isla hawaiana de O'ahu, John Ena Estate se construyó originalmente en el lugar donde previamente había estado la antigua aldea de Kalia, que había sido el hogar de Duke Kahanamoku durante su infancia. Estaba formada por una finca privada con residencia de propietarios, casas de inquilinos y una salina. La parte de la propiedad más cercana a la playa del océano se desarrolló alrededor de 1900 como un pequeño hotel llamado Old Waikiki, luego se remodeló en 1928 como el Hotel Niumalu.
El Hawaiian Village Hotel fue concebido, construido y administrado por primera vez por Henry J. Kaiser, el industrial que construyó la Presa Hoover y la Presa Grand Coulee y fundó el sistema de salud Kaiser Permanente. En 1954, Kaiser y el desarrollador Fritz B. Burns compraron los 16 acres (6,5 ha) Kalia estate de John Ena y la combinó con el Hotel Niumalu para construir el Hawaiian Village, convirtiendo el piso en una laguna. Construyeron cabañas con techo de paja con 70 habitaciones, The Tapa Room, jardines y tres piscinas y el hotel abrió el 15 de septiembre de 1955. El 1 de mayo de 1956, Western Hotels asumió la gestión del Hawaiian Village Hotel. En 1957, se agregaron la moderna Ocean Tower y el famoso Domo Geodésico. Conrad Hilton compró la mitad del complejo a Henry J. Kaiser en 1961. Hilton Hotels & Resorts asumió la administración el 1 de febrero de 1961 y cambió el nombre del resort a Hilton Hawaiian Village. Elvis Presley se quedó en el hotel poco después mientras filmaba Blue Hawaii. En 1968, se inauguró la icónica Rainbow Tower del complejo, con el mosaico de azulejos de cerámica más grande y más alto del mundo en su fachada, una imagen de un arcoíris que mide 26 pies de ancho y 286 pies de alto, que requirió más de 16,000 azulejos individuales. La Torre Tapa se agregó en 1982, y la Ocean Tower original fue destruida y reconstruida en 1987, con la adición de dos pisos, momento en el que pasó a llamarse Torre Ali'i. La Torre Kalia de 25 pisos se agregó en 2001.
En 1999, se utilizó como lugar de grabación durante dos semanas de los episodios de Wheel of Fortune. Volvería a utilizarse para sesiones de grabación en 2001.
En 2006, Hilton Hotels recibió 25 millones $ en un acuerdo de su demanda sobre el crecimiento de moho tóxico en la Torre Kalia de Hilton Hawaiian Village.
En la actualidad, se asienta sobre más 22 acres (8,9 ha) de propiedad frente al mar, cerca del Centro Ala Moana. Cuenta con la piscina más grande de Waikiki, más de veintidós restaurantes, fauna exótica y jardines botánicos, Duke's Lagoon y exhibiciones históricas prestadas por el Museo Bishop.

## Plano de pueblo

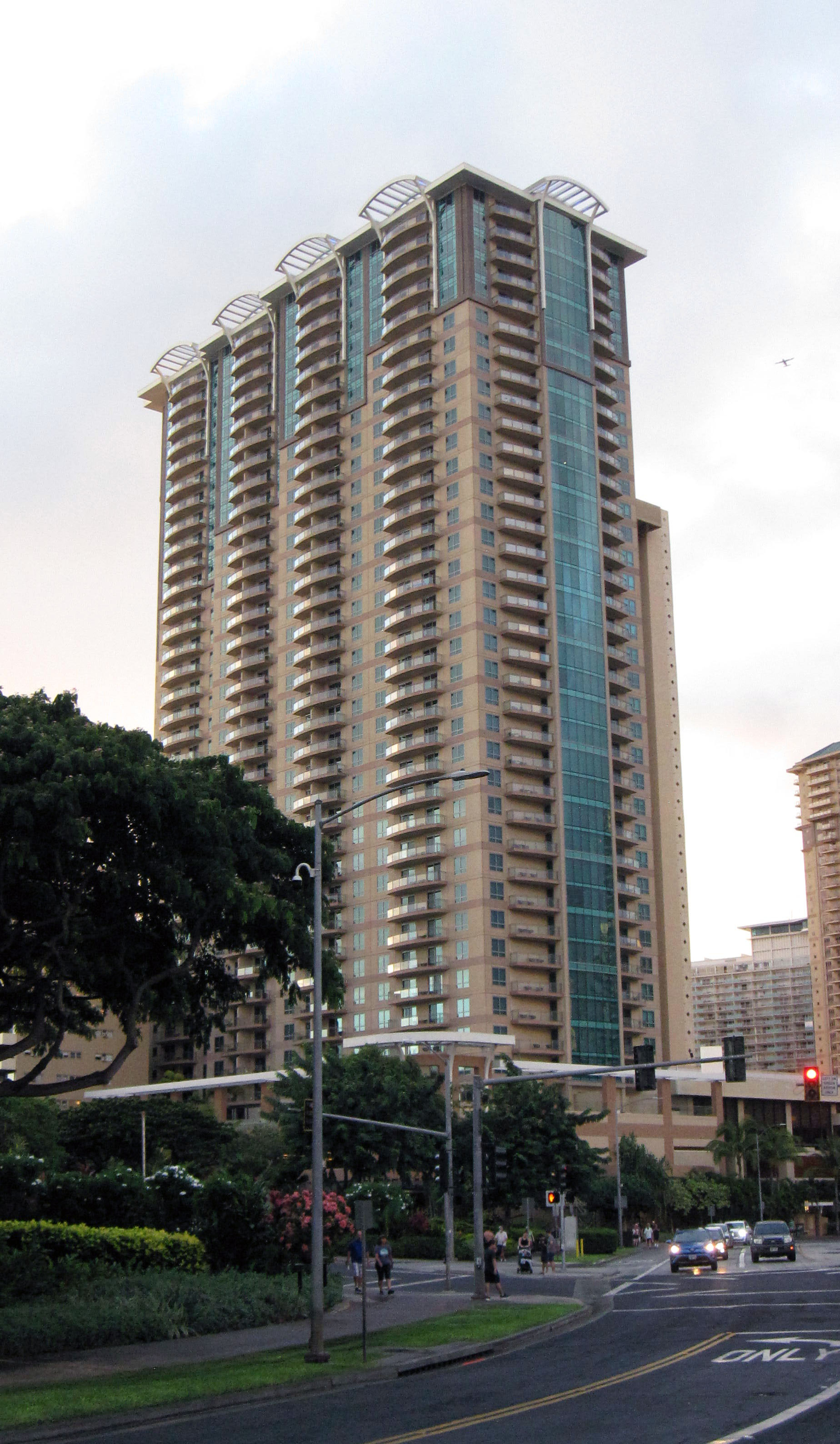
El gran isleño

El concepto principal de Hawaiian Village era brindar una experiencia hawaiana completa para los huéspedes sin salir del resort, lo que significa que los huéspedes podrían quedarse en el resort durante toda su estadía y estar equipados con restaurantes, tiendas y más.
Al construir el Hawaiian Village Hotel, Kaiser desarrolló el "plan de aldea" para su resort. En el plan del pueblo, se diseñaron varias secciones del desarrollo en tipos específicos de motivos indicativos de la cultura de los alrededores del hotel. Los diversos pueblos del actual Hilton Hawaiian Village Beach Resort and Spa rodean las torres centrales: Diamond Head Tower, Ali'i Tower, Tapa Tower, Rainbow Tower, Lagoon Tower, Kalia Tower, Grand Waikikian y Grand Islander. La torre más nueva es Grand Islander, que se abrió al público el 1 de marzo de 2017.
El plan de aldea de Kaiser ahora se usa en varios diseños de hoteles y resorts en todo el mundo.

## Fauna silvestre
The Village Hotel incluye un pequeño estanque lleno de varios tipos de tortugas ( caja y caparazón blando). Otros animales que viven en los terrenos incluyen varios tipos de patos, flamencos menores, ibis sagrados, garzas nocturnas de corona negra, peces koi, camaleones, guacamayos y periquitos . A partir de junio de 2014, Hilton Hawaiian Village reubicó a los 3 pingüinos de patas negras de Sudáfrica restantes en el zoológico de Maryland en Baltimore.

## Cúpula geodésica

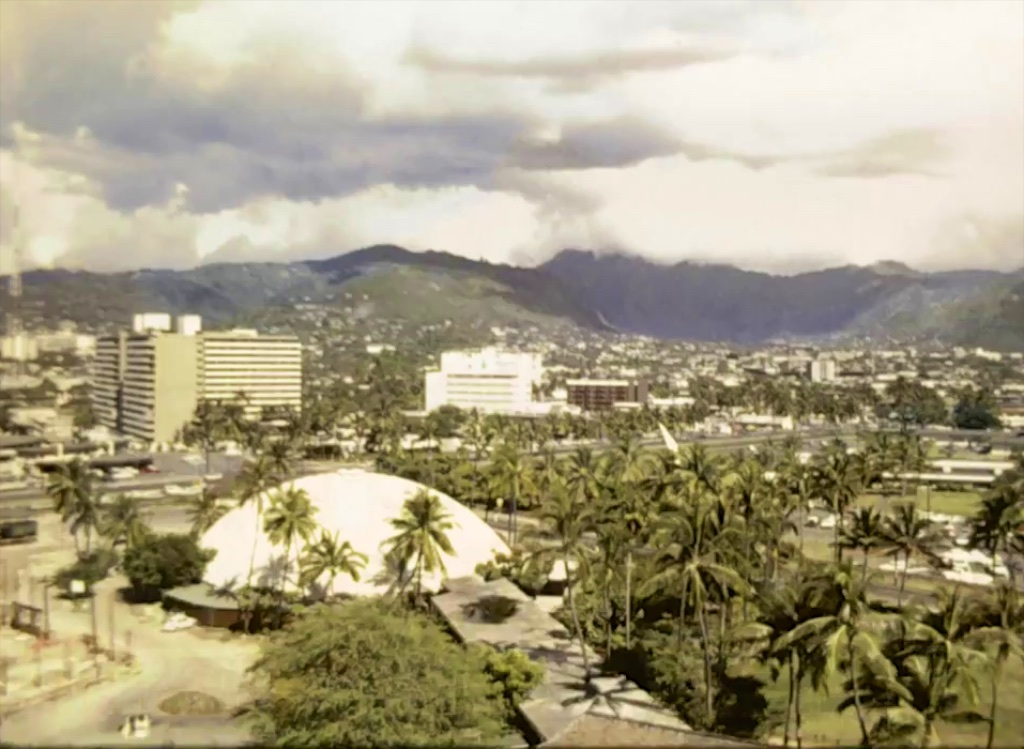
El domo geodésico en 1965

The Village fue el sitio de uno de los primeros domos geodésicos construidos en los Estados Unidos.
Queriendo un auditorio en el pueblo de Honolulu, Henry Kaiser adquirió la licencia para producir cúpulas geodésicas siguiendo el trabajo de diseño de Buckminster Fuller . Una cúpula revestida de aluminio con un 145 pies (44,2 m) -el tramo ancho se fabricó en la planta de la compañía en Oakland, California y se envió a Hawái en 1957. Cuando Kaiser se dio cuenta de que los materiales habían llegado a Hawái, voló desde San Francisco para seguir la construcción, solo para descubrir que el edificio ya estaba completo y se construyó en solo 22 horas.
Muchos discos de la edad de oro de Exotica, en particular la mayoría de los álbumes de Arthur Lyman, se grabaron en la cúpula, famosa por su acústica y reverberación natural. Fue demolido en 1999 para dar cabida a la Torre Kalia.

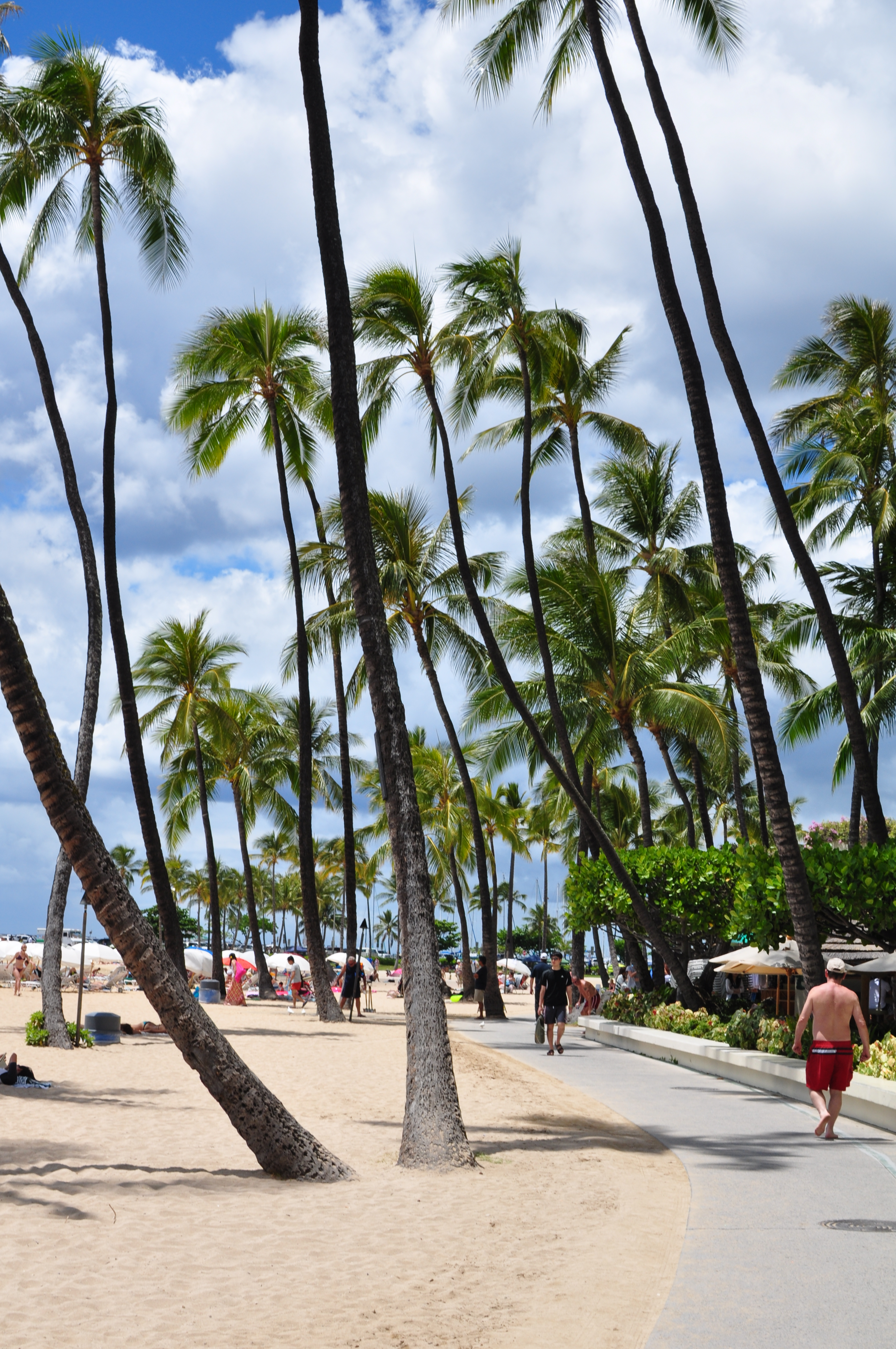
Paseo marítimo de Hilton Hawaiian Village
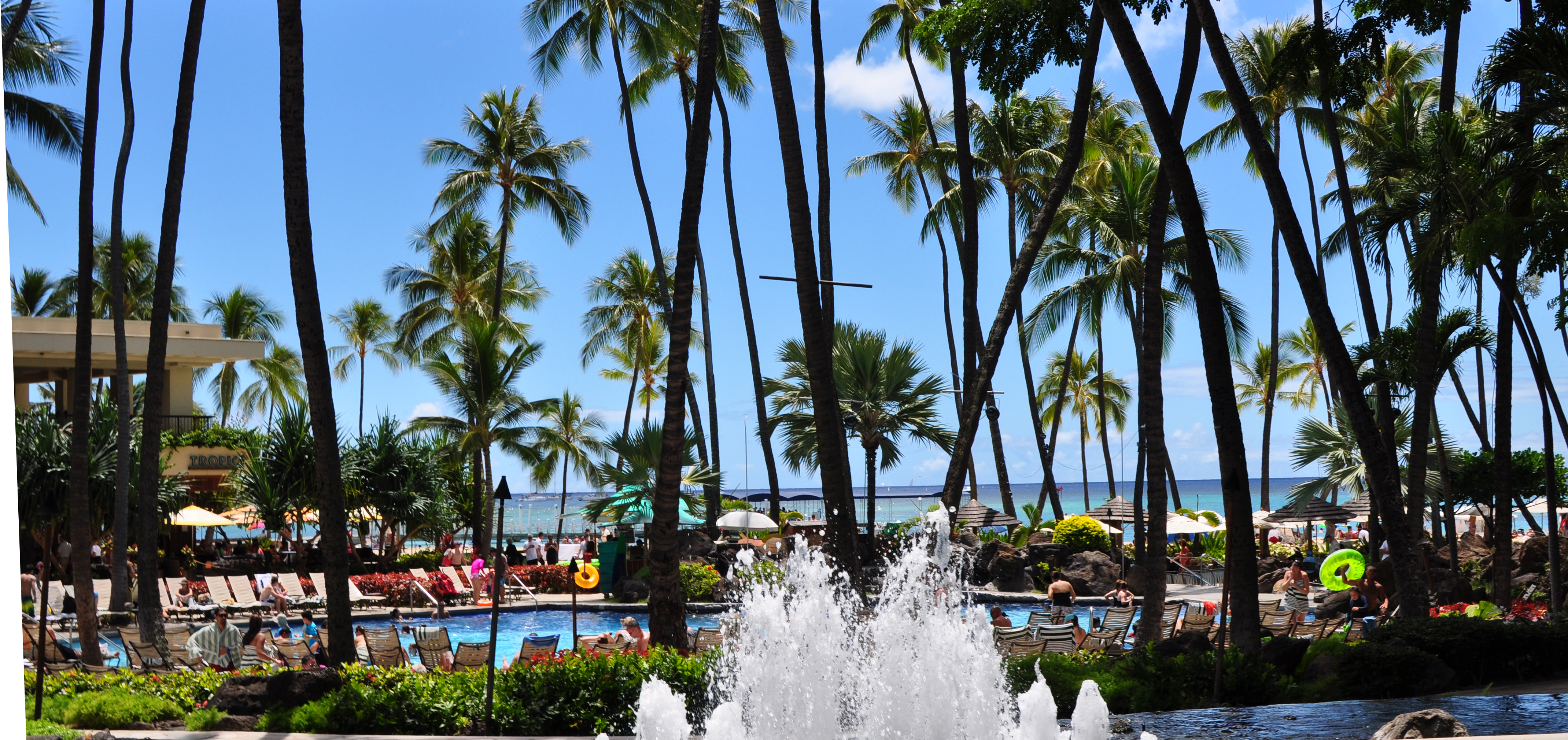
Panorama de la aldea hawaiana de Hilton
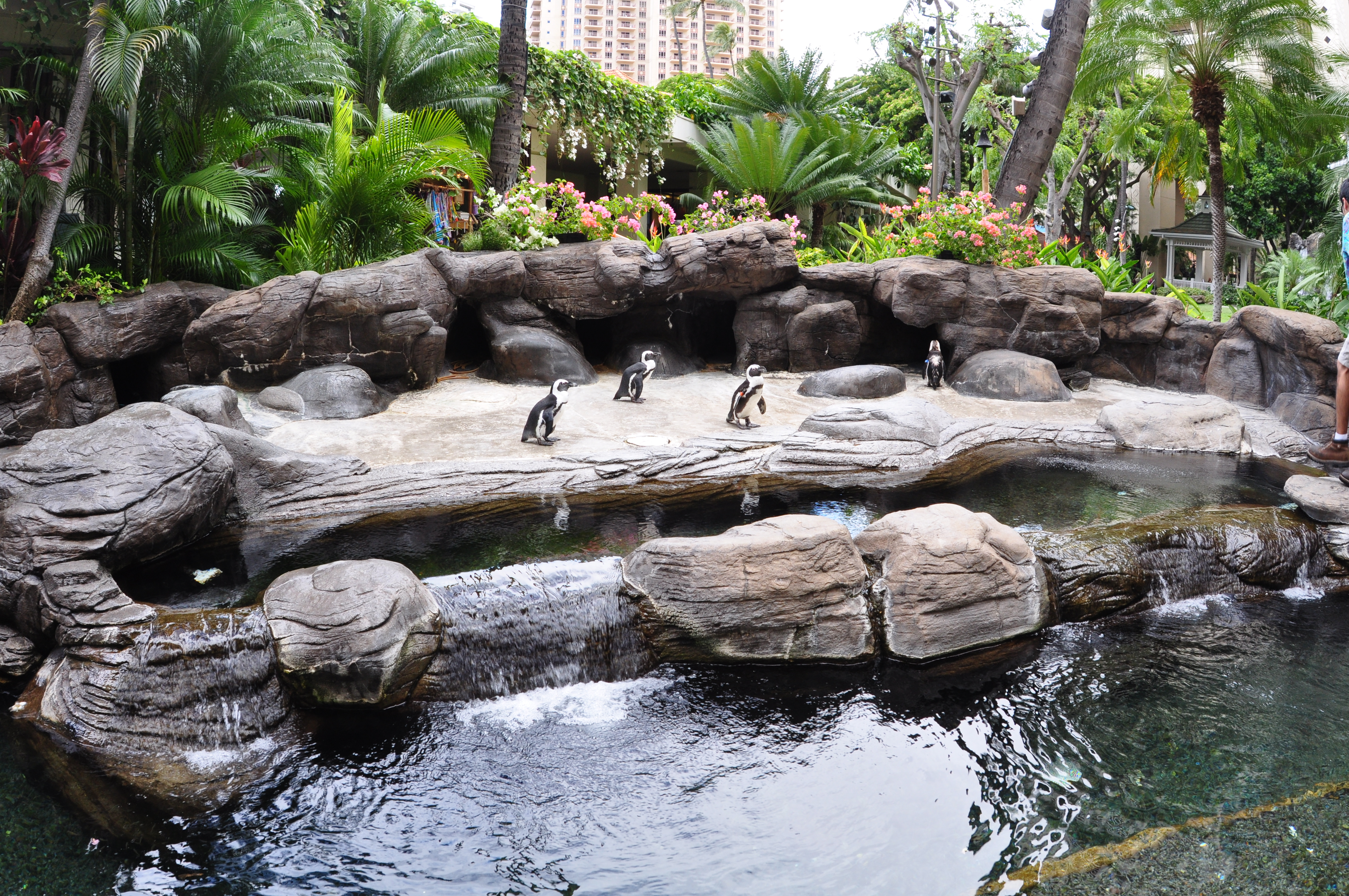
Pingüinos en el Hilton Hawaiian Village